# 堀江裕介
堀江 裕介（ほりえ ゆうすけ、1992年6月3日 - ）は、日本の実業家。dely株式会社創業者、代表取締役社長。
フォーブス誌のアジアを代表する30歳未満の30人（2018）にメディア・マーケティング・広告部門で唯一の日本人として選出。

## 来歴
1992年、群馬県前橋市に生まれる。高校卒業まで前橋市にて過ごす。群馬県立前橋高等学校進学後は野球部に所属。
2011年、大学入試前日に東日本大震災に見舞われたことがきっかけで起業家を目指す。
卒業後、上京、慶應義塾大学環境情報学部へ進学する。在学中にdely株式会社を創業。複数事業の撤退を経験するなか2016年、レシピ動画サービスのクラシルを開始。

## 出演
- 日経スペシャル カンブリア宮殿 大震災で起業を決意した28歳 世界No.1レシピ動画サービス「クラシル」で 美味しい手料理を急拡大！若き挑戦を追う！（2021年3月11日、テレビ東京）- dely社長 堀江裕介出演[4]
- PIVOT 公式チャンネル（2024年）[5]